# Tallero di San Gallo
Il tallero (in tedesco Taler) fu una moneta coniata nel Canton San Gallo fino al 1798. Era suddivisa in 2 Gulden, ognuno di 60 Kreuzer o 240 Pfennig.  Fu sostituito dal Frank della Repubblica elvetica nel 1798. Questo a sua volta fu sostituito, nel cantone, dal Franco di San Gallo. 
Le monete furono coniate sia dall'Abbazia di San Gallo che dalla città.

## Monete
La città
La città di San Gallo coniò il suo primo tallero nel 1563, assieme all'Halbe Taler.
Doppeltaler, Taler ed Halbe Taler furono coniati anche agli inizi del XVII secolo. Gli ultimi talleri della città sono datati 1624. 
Le monete cittadine avevano come simbolo l'orso di San Gallo.
Nel XVIII secolo la città emise monete in biglione con denominazioni in Kreuzer (2, 3, 4, 6, 15 e 30), ed in Pfennige (1 e 2). Queste ultime monete erano coniate solo da una parte.
L'abbazia
L'abbazia di San Gallo coniò i talleri sotto l'abate Bernhard Müller von Ochenhausen (1594-1630) nel 1622 assieme al Doppeltaler.
La monetazione del tallero proseguì sotto l'abate Beda Angehrn von Hagenwil (1767-1796). Sotto questo abate furono coniati talleri e mezzi talleri tra il 1776 ed il 1780.  Accanto ai talleri l'abate fece anche coniare monete di biglione da 1 Pfennig; da 1, 2, 4, 5 e da 6 Kreuzer. Fece anche coniare monete d'argento da 10, 12, 15, 20 e 30 Kreuzer e da 1 Gulden.

## Klippe
Alcuni dei talleri coniati negli anni 1620 erano delle Klippe, cioè monete quadrate anziché circolari. 
I talleri della città furono coniati negli anni dal 1620 al 1624 ed ogni anno accanto ad una moneta circolare era presente una Kippe. 
Anche l'abbazia, che aveva ripreso le coniazioni in quel secolo, usò questa tecnica solo nel 1622 per coniare il tallero ed il doppio tallero. Per entrambe le monete furono comunque coniate anche monete di forma circolare.